# Darlington County
Darlington County è un brano musicale di Bruce Springsteen, inserito nell'album del 1984 Born in the U.S.A.
Il nome del brano si riferisce alla Contea di Darlington nella Carolina del sud.

## Storia
La canzone fu eseguita in ogni concerto del Born in the U.S.A. Tour, così come nel Reunion Tour.
Dopo gli attacchi dell'11 settembre 2001 la canzone (nel cui testo si menziona il World Trade Center) non fu eseguita fino alla terza tappa del The Rising Tour, e fu ripresa anche nel Magic Tour. Fino al 2008 la canzone è stata eseguita 260 volte circa.
Nel 1987 Jeff Stevens and the Bullets realizzarono una versione del brano che raggiunse il 69# posto sulla classifica Hot Country Songs